# Miftah Ismail
Miftah Ismail, né en 1965, est un économiste et homme politique pakistanais. Il est ministre des Finances 2017 à 2018 et en 2022.

## Biographie

### Jeunesse et formation
Économiste, il est titulaire d'une licence en économie et en mathématiques de l'Université Duquesne, et d'une maîtrise et d'un doctorat en finances publiques et en économie politique de la Wharton School en 1990.

### Carrière professionnelle
Il travaille ensuite comme économiste au Fonds monétaire international. Il devient par la suite entrepreneur et dirige une entreprise de confiserie au Pakistan. Il travaille aussi comme directeur du Conseil d'investissement et de commerce du Pendjab, président du Conseil fédéral d'investissement, puis un temps comme président de la Commission de privatisation. Il a également exercé les fonctions d'administrateur de la Pakistan International Airlines et président de la Sui Southern Gas Company.

### Parcours politique

#### Première passage au ministère des Finances
Membre de la Ligue musulmane du Pakistan (N), il est d'abord assistant spécial pour les Finances dans le gouvernement de Nawaz Sharif puis celui de Shahid Khaqan Abbasi. En décembre 2017, il est nommé conseiller (avec rang de ministre fédéral) du Premier ministre pour les Finances, les Revenus et les Affaires économiques, succédant à Ishaq Dar. Le 27 avril 2018, il est nommé ministre des Finances.

#### De nouveau ministre des Finances
En avril 2022, il est de nouveau nommé ministre des Finances dans le gouvernement Shehbaz Sharif I. Sa proposition d'augmenter le prix de l'essence est rejetée par Nawaz Sharif. Il démissionne en septembre 2022. Ishaq Dar lui succède. En juin 2023, alors qu'il critique depuis des mois la politique de son successeur, il démissionne de son poste de secrétaire général de la Ligue musulmane du Pakistan (N) dans le Sind, et annonce son retrait de la vie politique active.

#### Dans l'opposition
En juillet 2024, il lance, avec Shahiq Khaqan Abbasi, un nouveau parti dénommé Awaam Pakistan.